# Stadion Za Vodojemem
Het Stadion Za Vodojemem is een voetbalstadion in de Tsjechische stad Chrudim. Het stadion is de thuishaven van de Fotbalová národní liga-club MFK Chrudim. Stadion Za Vodojemem heeft een capaciteit van 1500 toeschouwers.